# Trébabu
Trébabu (bretonisch Trebabu) ist eine kleine französische Gemeinde mit 365 Einwohnern (Stand 1. Januar 2022) im Nordwesten der Bretagne im Département Finistère.

## Lage
Die Gemeinde befindet sich nahe der Atlantikküste bei der Côte des Abers und der Bucht von Brest (Rade de Brest).
Brest liegt 18 Kilometer südöstlich und Paris etwa 525 Kilometer östlich (Angaben in Luftlinie).

## Bevölkerungsentwicklung

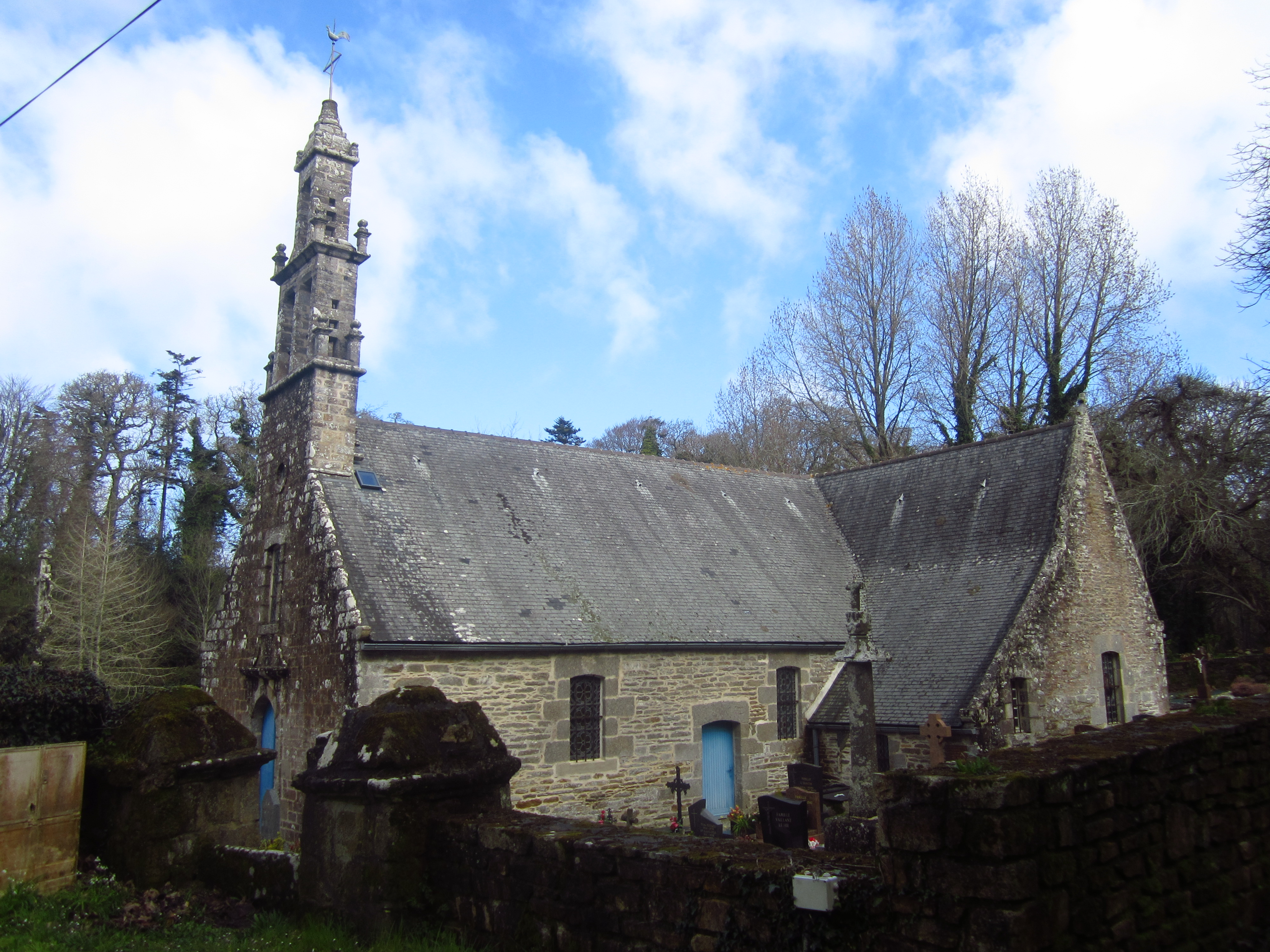
Kirche Saint-Tugdual

| Jahr                       | 1962 | 1968 | 1975 | 1982 | 1990 | 1999 | 2008 | 2017 |
| Einwohner                  | 204  | 200  | 174  | 273  | 346  | 340  | 271  | 352  |
| Quellen: Cassini und INSEE |      |      |      |      |      |      |      |      |

## Verkehr
Bei Brest enden die Europastraße 50 (Brest-Rennes) und  die Europastraße 60 (Brest-Nantes). Der Bahnhof von Brest ist Endpunkt des TGV Atlantique nach Paris sowie der Regionalbahnlinien in Richtung Rennes und Nantes.
Nahe der Großstadt Brest befindet sich der Regionalflughafen Aéroport de Brest Bretagne.